# Theo Riddick
Theo Riddick (* 4. Mai 1991 in Manville, New Jersey) ist ein ehemaliger US-amerikanischer American-Football-Spieler auf der Position des Runningbacks. Er spielte in der National Football League sechs Jahre lange für die Detroit Lions und stand anschließend bei den Denver Broncos und den Las Vegas Raiders unter Vertrag.

## College
Riddick spielte von 2009 bis 2012 an der University of Notre Dame für die Notre Dame Fighting Irish.
Er spielte in seinen vier Jahren am College ebenfalls Runningback und kam insgesamt auf 1.169 Yards in 244 Läufen und erzielte dabei 5 Touchdowns. Er wurde aufgrund seiner Größe und Schnelligkeit viel im Passspiel eingesetzt und fing 120 Bälle für 1.263 Yards und 8 Touchdowns. Wegen seiner Schnelligkeit wurde Riddick außerdem vor allem zu Beginn seiner College-Laufbahn als Kick Returner zum Einsatz und kam bei 47 Returns immerhin auf 1.051 Yards.

## NFL
Riddick wurde im NFL Draft 2013 in der 6. Runde an 199. Stelle insgesamt von den Detroit Lions ausgewählt.
In seiner Rookie-Saison 2013 wurde Riddick nur sporadisch als Runningback und außerdem einmal als Kick Returner eingesetzt.
Während seiner nächsten Spielzeiten 2014 und 2015 kam er zunehmend mehr zu Einsätzen, und die Lions fanden für ihn vor allem vermehrt Verwendung im Passspiel, wo er als sogenannter Third-Down-Back fungierte. Er kam im Passspiel der Saison 2015 auf 697 Yards und 3 Touchdowns bei 80 gefangenen Bällen.
In der Saison 2016 verletzte sich der startende Runningback Ameer Abdullah am 21. September 2016 und musste die Saison vorzeitig beenden, wodurch Riddick zum neuen Startspieler auf der Position des Runningbacks erklärt wurde. Er kam so in dieser Saison auf 8 Einsätze als Startspieler. Gegen Ende der Regular Season verletzte sich Riddick allerdings am Handgelenk und musste die Saison am 31. Dezember 2016 selbst vorzeitig beenden, was für Team und Spieler insofern tragisch war, da die Lions es nach dieser Saison in die Play-offs schafften. Nach der Saison unterzog er sich Operationen an beiden Handgelenken, deren Rehabilitation ihn aber nicht in seiner Vorbereitung auf die folgende Saison behindern sollte. Ende Juli 2019 wurde Riddick nach sechs Saisons in Detroit entlassen.
Am 4. August 2019 erhielt er einen neuen Vertrag bei den Denver Broncos. Gleich bei seinem ersten Passfang eine Woche später im Preseason-Spiel gegen die Seattle Seahawks zog er sich eine Schulterverletzung zu und wurde daraufhin auf die Injured Reserve List gesetzt.
Am 23. August 2020 nahmen die Las Vegas Raiders Riddick unter Vertrag. Er schaffte nicht den Sprung in den Kader für die Regular Season, wurde aber in den Practice Squad aufgenommen. Am 5. November beförderten die Raiders ihn in den aktiven 53-Mann-Kader, zuvor hatte er bereits ein Spiel für Las Vegas bestritten, in dem er zwei Läufe für 13 Yards absolviert hatte. Insgesamt spielte er bei 48 Spielzügen in vier Spielen für die Raiders. Im März 2021 unterschrieb er erneut für ein Jahr in Nevada, allerdings beendete er seine Karriere vor Saisonbeginn Ende Juli.

### NFL-Statistiken
| 2013            | Detroit Lions     | 14 | 0  | 9   | 25   | 2,8 | 7  | 1 | 4   | 26   | 6,5 | 8  | 0  | 0 | 0 |
| 2014            | Detroit Lions     | 14 | 2  | 20  | 51   | 2,6 | 9  | 0 | 34  | 316  | 9,3 | 41 | 4  | 0 | 0 |
| 2015            | Detroit Lions     | 16 | 1  | 43  | 133  | 3,1 | 16 | 0 | 80  | 697  | 8,7 | 34 | 3  | 1 | 1 |
| 2016            | Detroit Lions     | 10 | 8  | 92  | 357  | 3,9 | 42 | 1 | 53  | 371  | 7,0 | 23 | 5  | 0 | 0 |
| 2017            | Detroit Lions     | 16 | 5  | 84  | 286  | 3,4 | 21 | 3 | 53  | 444  | 8,4 | 63 | 2  | 1 | 1 |
| 2018            | Detroit Lions     | 14 | 3  | 40  | 171  | 4,3 | 19 | 0 | 61  | 384  | 6,3 | 20 | 0  | 0 | 0 |
| 2020            | Las Vegas Raiders | 4  | 0  | 6   | 14   | 2,3 | 11 | 0 | 5   | 43   | 8,6 | 15 | 0  | 0 | 0 |
| Total           | Total             | 88 | 19 | 294 | 1037 | 3,5 | 42 | 5 | 290 | 2281 | 7,9 | 63 | 14 | 2 | 2 |
| Quelle: NFL.com |                   |    |    |     |      |     |    |   |     |      |     |    |    |   |   |